# Iljusjin

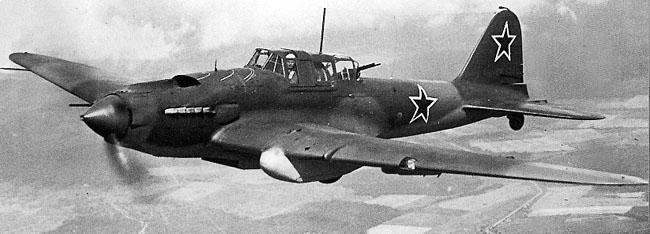
Iljushin Il-2 Sjturmovik, sovjetiskt attackflygplan i tjänst 1941–1954

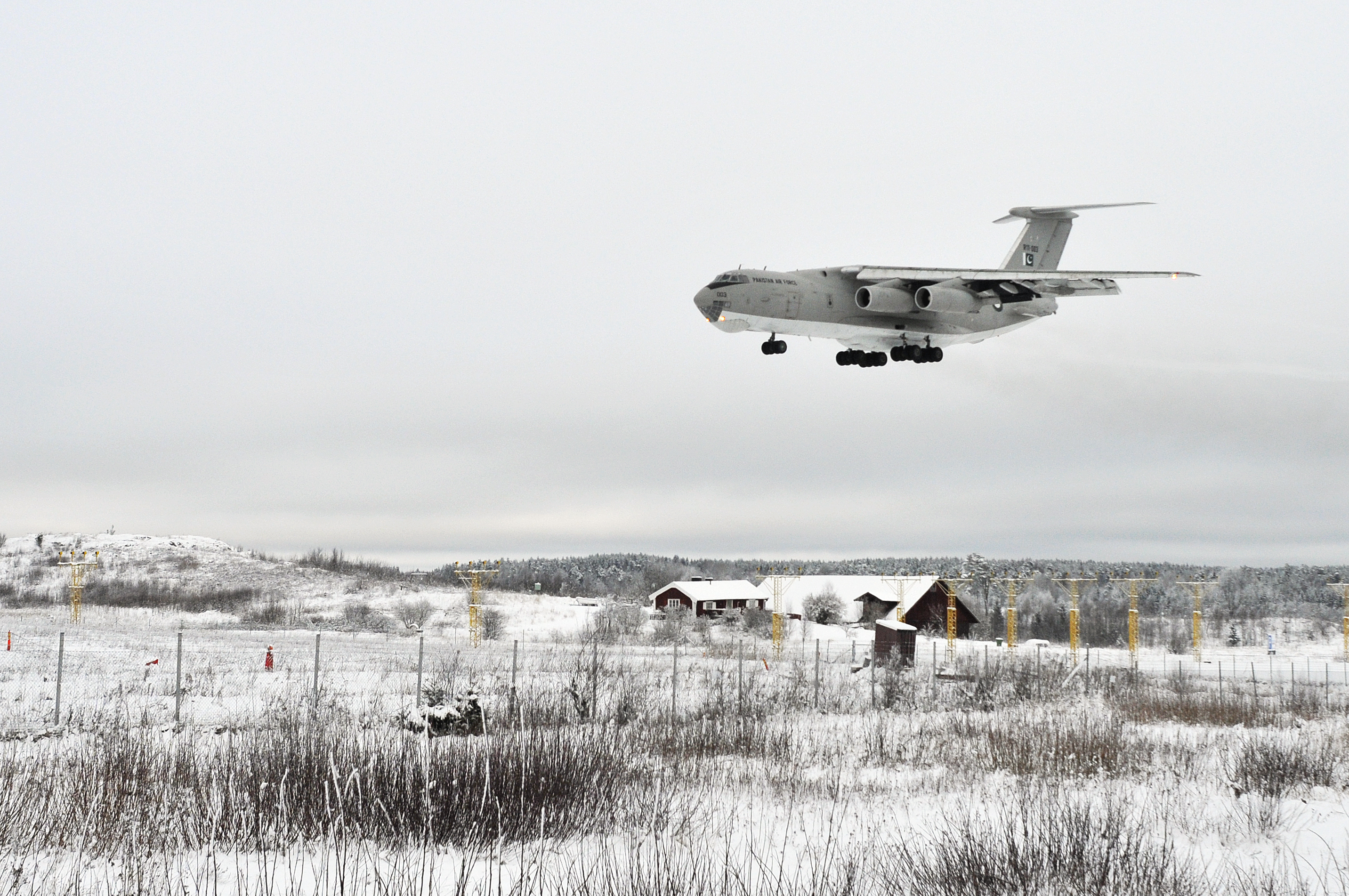
En Il-76 landar på Skavsta flygplats

Iljusjin (ryska: Илью́шин) är ett rysk flygindustriföretag. Företaget har utvecklat främst passagerarflygplan samt militära tranport och -bombflygplan. 
Iljusjin grundades 1933 av Sergej Ilyusjin (1894–1977). Företaget har sitt huvudkontor i Moskva. Det sammanslogs 2006 av Rysslands regering med Mikoyan, Irkut, Sukhoi, Tupolev och Yakovlev till United Aircraft Corporation.

## Flygplan som har utvecklats av Iljusjin, i urval
- Iljusjin Il-2
- Iljusjin Il-12
- Iljusjin Il-14
- Iljusjin Il-18
- Iljusjin Il-38
- Iljusjin Il-62
- Iljusjin Il-76
- Iljusjin Il-78
- Iljusjin Il-86
- Iljusjin Il-96
- Iljusjin Il-112
- Iljusjin Il-114